# Amanda Ryan
| Amanda Ryan                               | Amanda Ryan                                                |
| Kattints az alábbi külső linkek egyikére! | Kattints az alábbi külső linkek egyikére!                  |
| ----------------------------------------- | ---------------------------------------------------------- |
| Nem található szabad kép.(?)              |                                                            |
| külső link · jogvédett                    | Lettice Howard szerepében az „Elizabeth” c. filmben (1998) |

Amanda Ryan  (London, 1971. október 10.), brit színpadi és filmszínésznő. Hazájában legismertebb szerepe Carrie Rogers, a Shameless („Szégyentelen”) c. televíziós szappanoperában. Magyarországon bemutatott filmjei közül A sátán mágusa (Simon Magus) c. 1999-es filmdrámában, a Britannic c. 2000-es tévéfilmben és A halál szerelmese (Love Eternal) c. 2013-as romantikus filmben játszott főszerepeket).

## Élete
Londonban született 1971-ben. A londoni Royal Academy of Dramatic Art színiakadémián tanult.
1996-ban cigánylányt játszott a Lidércfény (Jude) című angol filmdrámában. Szerepelt a Morse felügyelő (Inspector Morse) című brit televíziós krimisorozat egyik epizódjában (Kay Brooks szerepében). 1997-ben Johanna szerepét alakította Philip Saville rendező Metroland című filmjében, mely Julian Barnes 1980-as regénye alapján készült. Mellékszerepben megjelent a Robin Hood legújabb kalandjai (The New Adventures of Robin Hood) című televíziós sorozatban. Alkatának megfelelően legtöbb szerepében életvidám, nyüzsgő, olykor frivol viselkedésű, vonzó leányokat, fiatalasszonyokat alakított.
Nemzetközi ismertséget 1998-ban szerzett, Shekhar Kapur rendező Elizabeth című történelmi játékfilmjében, Lettice Howard szerepében. Ő volt a filmbéli szeretője Thomas Howard-nak, Norfolk hercegének, akit Christopher Eccleston alakított. Az I. Erzsébet angol királynőt alakító Cate Blanchett főszereplésével készült film sikert aratott, 1999-ben három Oscar-díjat nyert, és több jelölést is kapott.
1999-ben Ben Hopkins rendező A sátán mágusa (Simon Magus) című fantasztikus filmdrámájában játszotta az egyik főszerepet (Sarah). 2000-ben Brian Trenchard-Smith rendező Britannic című kalandfilmjében már vezető főszerepet kapott, Edward Atterton és Jacqueline Bisset mellett. A Forsyte Saga újabb változatában, a 2002–2003-as brit televíziós sorozatban állandó szerepet alakított (Holly Forsyte, Holly Dartie).
A BBC részére  1999-ben készített Copperfield Dávid tévéfilmben (rendezte Simon Curtis), Agnes Wickfield szerepét formálta meg.
2007-ben a Dugámba dőltem (Sparkle) című filmvígjátékban újabb főszerepben jelent meg (Kate). Vonzó arcvonásai révén ő került a film plakátjára és DVD-borítójára. Ugyanebben az az évben állandó szerepet játszott az EastEnders tévésorozatban (Verity Wright). Ezekben az években sikerrel szerepelt a brit Channel 4 tévéstúdió Shameless („Szégyentelen”) című szappanopera-vígjátékban, mint Carrie Rogers rendőr őrmester.
Honi színházi szerepei közül a kritika méltatta őt (többek között) 2008-as Cathy szerepéért Emily Brontë: Üvöltő szelek (Wuthering Heights) c. drámájában, melyet April De Angelis rendező vitt színre. 2007-ben Amanda Ryan megjelent még a Funeral for a Friend angol rockegyüttes zenés videóklipjében, a Walk Away-ben is.
2009-ben szerepelt a Kisvárosi gyilkosságok krimisorozat Besurranó (The Creeper) című epizódjában (mint Martha Filby).

## Filmszerepei (Magyarországon bemutatott filmek)
- 1996: Lidércfény (Jude); cigánylány
- 1997: Robin Hood legújabb kalandjai (The New Adventures of Robin Hood), tévésorozat; Catherine
- 1997: Kiéhezve (The Hunger), tévésorozat; Musidora
- 1997: Metroland; Johanna
- 1997: Erdőlakók (Woodlanders); Sukey Damson
- 1998: Elizabeth; Lettice Howard
- 1999: A sátán mágusa (Simon Magus); Sarah
- 1999: David Copperfield, tévéfilm; Agnes Wickfield
- 2000: Britannic; Vera Campbell
- 2001: Linley felügyelő nyomoz (The Inspector Lynley Mysteries), tévésorozat; Deborah St. James
- 2002–2003: A Forsyte Saga (The Forsyte Saga), tévésorozat, Holly Forsythe/Holly Dartie
- 2002: Dalziel és Pascoe nyomoz (Dalziel and Pascoe), tévésorozat, Kate Lowry
- 2004: Murphy törvénye (Murphy’s Law), tévésorozat; Romy
- 2006: A csodálatos Mrs. Pritchard (The Amazing Mrs. Pritchard); Ronnie Johnson
- 2007: Dugámba dőltem (Sparkle); Kate
- 2007: EastEnders, tévésorozat; Verity
- 2009: Kisvárosi gyilkosságok (Midsomer Murders), tévésorozat; A besurranó / The Creeper c. epizód; Martha Filby
- 2013: A halál szerelmese (Love Eternal); Tina Shaw
- 2017: Doktorok (Doctors), tévésorozat; Poppy Singher
- 2014–2019: Baleseti sebészet (Casualty); tévésorozat; Kath Blakeney / Scarlet Wren
- 2022: Ez most fájni fog (This Is Going to Hurt), tévésorozat; Mindy

## További információ
- Amanda Ryan a PORT.hu-n (magyarul)
- Amanda Ryan az Internetes Szinkronadatbázisban (magyarul)
- Amanda Ryan az Internet Movie Database-ben (angolul)
- Amanda Ryan a Rotten Tomatoeson (angolul)
- Amanda Ryan az AlloCiné weboldalán (franciául)
- Amanda Ryan Profile. Famousfix.com. (Hozzáférés: 2023. január 18.)
- Amanda Ryan, Actor, London. actors.mandy.com/uk. (Hozzáférés: 2021. szeptember 22.)